# Рафаел Батино
Рафаел Батино (на ладино: Rafael Batino; на македонска литературна норма: Рафаел Батино) е деец на Югославската комунистическа партия и участник в комунистическата съпротива във Вардарска Македония.

## Биография
Роден е на 14 януари 1910 година в град Битоля в семейство на сефарадските евреи Йосиф Батино и Ребека Коломонос – едни от най-богатите и влиятелни членове на Битолската еврейска община. Завършва начално училище в Битоля и след това и Френския лицей с отличие. По настояване на баща му заминава за Мексико да работи като търговец при роднини, а след това на пристанището. Учи технически науки в Мексиканския университет, където става член на марксически кръжок и участва в демонстрации и протестни акции, заради което в 1934 година е депортиран.
Връща се в Скопие, Югославия, и работи в застрахователна компаниия. Участва в създаването на комунистически ядра и организации, провежда в квартирата си тайни срещи. В 1936 година при провал на комунистическата организация в Скопие, квартирата му е обискирана и са открити документи на Македонския покрайнински комитет на ЮКП. Рафаел Батино е осъден на пет години каторга и лежи в Сремска Митровица, където се сближава с много комунисти, чете лекции и превежда марксическа литература, включително „Капиталът“ на Маркс.
След разгрома на Кралство Югославия от Германия през април 1941 година, затворът попада под контрола на Независимата хърватска държава. На 22 август 1941 година Батино бяга от затвора заедно с 31 други затворници, сред които Бане Андреев, Орце Николов и Богоя Фотев. Присъединяват се към партизаните на Фружка гора. В затвора Батино получава големи проблеми с опорно-двигателния апарат. Батино минава Сава и се включва в Посавския партизански отряд. Оттам пристига в контролирания от партизаните Ужице. Моли Тито да го изпрати в някой отряд, но комунистическият лидер му дава политическа работа.
Батино заминава за Санджак заедно с голяма колона и влиза в Нововарошкия районен комитет на ЮКП, публикувайки различни съобщения под псевдонима Миша Цветкович. Секретар е на комитета и поддържа постоянна връзка с Върховния щаб на така наречената Народоосвободителна армия на Югославия. На 23 май 1943 година е назначен за секретар на Санджакския областен комитет на ЮКП. През лятото на 1943 година заминава за Плевля, който е под контрола на Югославската войска в отечеството на Драголюб Михайлович. На 9 юли 1942 година групата му попада в засада под Еловац и влиза в бой с четниците на планината Любишна около Вучи Клек. Батино и Велко Кожич попадат в плен, а останалите комунистически партизани успяват да се измъкнат. Батино и Кожич в течение на следващата нощ са мъчени и разпитвани, след което са предадени на италианската военна администрация. На 12 юли 1942 година Батино е преведен по улиците на града, като вика на испански, италиански и немски език лозунги срещу Хитлер, Мусолини и четниците. Карабинерите го разстрелват с картечница.
Информацията за истинското име на Миша Цветкович остава неизвестна през войната. В 1960 година във вестник „Борба“ е публикувана статия с молба всички, които знаят нещо за Миша Цветкович да пишат на редакцията. Инициативата е поддържана и от вестник „Комунист“. През юли 1975 година „Политика“ пуска статия за Батино „От Мексико до Вучи Клек“, с автор съратника на Батино Данило Кнежевич. Така е установено, че Батино и Миша Цветкович са един и същи човек.